# アジアワールド・エキスポ
アジアワールド・エキスポ（AsiaWorld–Expo）は、香港の赤鱲角にある展示場。漢字表記は亜洲国際博覧館。

## 概要
本展示場は2005年12月21日に開業。香港国際空港に程近く、アーティストのコンサートだけでなく、大規模展示会が開催されている。

## 特徴
建築費23.5億香港ドルで、広さは7万平方メートル以上あり、地上10階、柱のないホールがある。Hall 1がAsiaWorld–Arenaで、香港最大の屋内エンターテイメントアリーナで最大収容人数は14,000。 AsiaWorld–Summitは700〜5000人収容の香港最大の屋内会議場。 Runway 11は500から3,800人収容の最新の会議と多機能ホールである。
アジアワールドエキスポも受賞歴のある会場で、2017年、展示会ニュース賞で「最優秀国際会場」を受賞した。

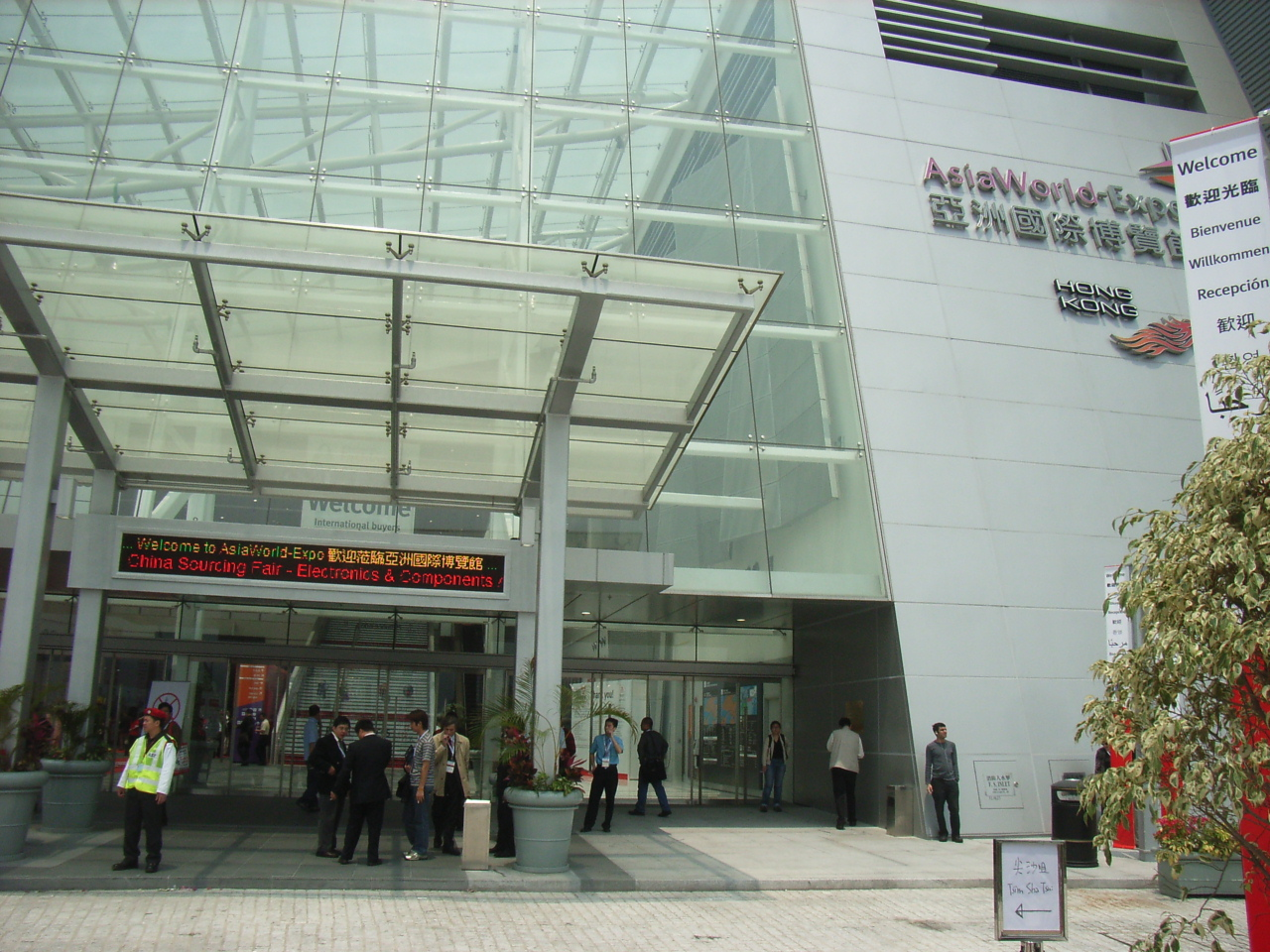
Entrance of AsiaWorld–Expo
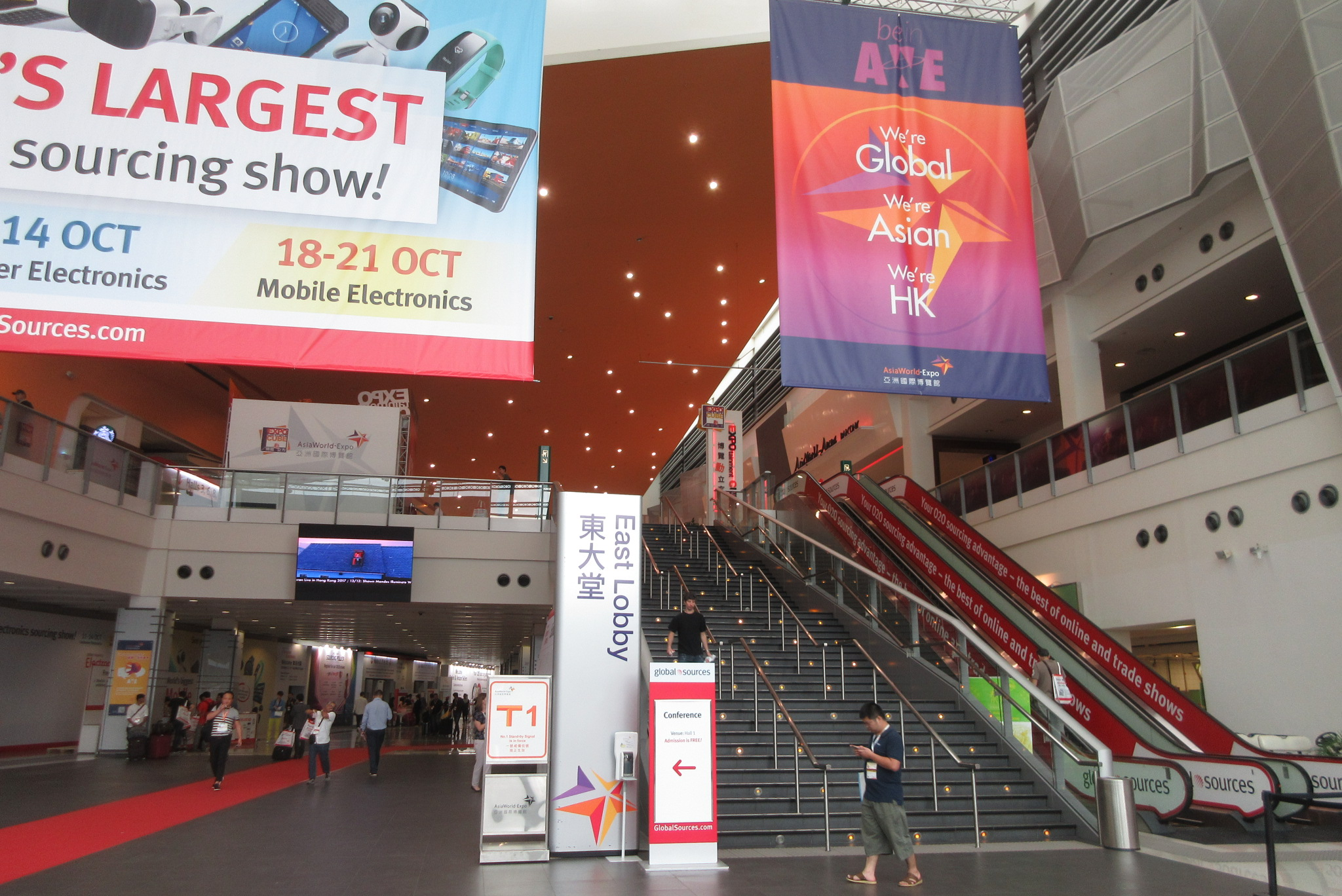
Lobby of the arena
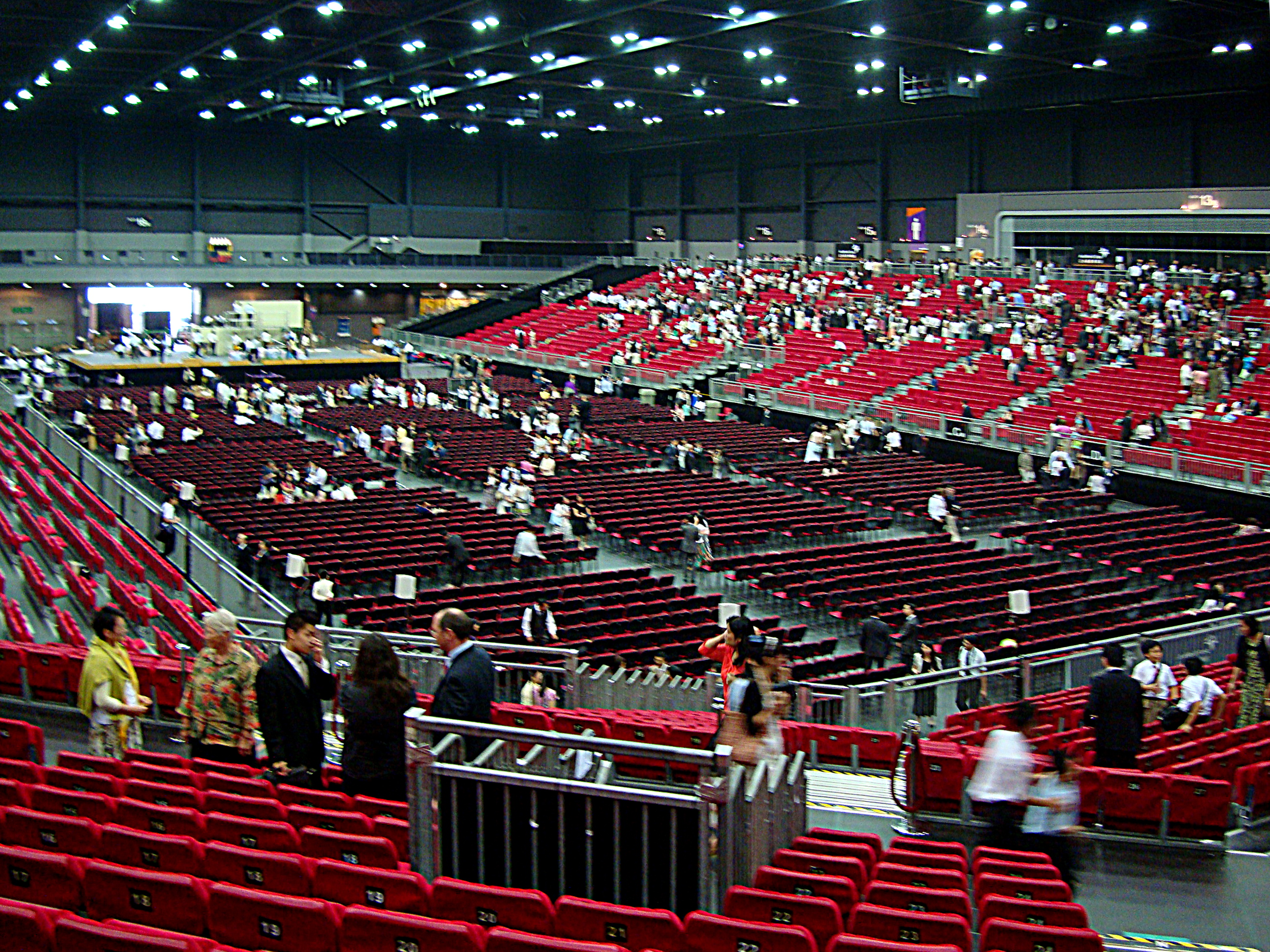
Indoor acts and exhibitions arena

## 会場
- AsiaWorld–Arena (Hall 1)
- AsiaWorld-Summit (Hall 2)
- Typical Halls (Halls 3–11)
- VIVA (Halls 8 & 10)
- Runway 11 (Hall 11)
- Meeting & Hospitality Centre[2]

## 交通
空港の隣にあり、会場まで歩くことができる。 香港MTRの機場快線にある博覧館駅が最寄である。 中国本土からの長距離バスも利用可能。
アジアワールド・エキスポへの道路標識のほとんどは、会場を単に「Expo（博覧館）」と表記している。自家用車駐車場SkyCity Carparkは500台駐車可能。

## 主な展示会・イベント
AsiaWorld–ArenaとVIVAのホールは、さまざまなエンターテイメント・イベントに使用されている。オアシス、 マイケル・ブーブレ、エリック・クラプトン、 イル・ディーヴォ、 コールドプレイ、デヴィッド・ゲッタ、マドンナ、 ブリトニー・スピアーズ、
カイリー・ミノーグ、アリシア・キーズ、ビョーク、アヴリル・ラヴィーン、ブルーノ・マーズ、ワン・ダイレクション、レディー・ガガ、テイラー・スウィフト、ジャスティン・ビーバー、ジェニファー・ロペス、マルーン5、 リリー・アレン、アリアナ・グランデ、ウエストライフ、クリスティーナ・アギレラ、プラシド・ドミンゴ、浜崎あゆみ、 ディープ・パープル、グリーン・デイ、Wonder Girls、少女時代、L'Arc〜en〜Ciel、安室奈美恵、ザ・ストーン・ローゼズ、SUPER JUNIOR、マックルモアーライアン・ルイス、イマジン・ドラゴンズ、X JAPAN、スマッシング・パンプキンズ、BIGBANG、2NE1、G-DRAGON、JYJ、EXO、防弾少年団、GOT7、MONSTA X、ファイヴ・セカンズ・オブ・サマー、ケイティ・ペリー、メタリカ、ジェシー・J、シェーン・フィラン （ウエストライフ）、ガンズ・アンド・ローゼズ, アバヴ&ビヨンド、BLACKPINK、SEKAI NO OWARI他多数。
2013年以来、Mnet Asian Music Awardsを開催している。また、ITU Telecom World 2006、Asian Aerospace、E-Commerce Asiaなどの展示会も開催している。